# Der Gefangene von Zenda (1979)
Der Gefangene von Zenda (Originaltitel: The Prisoner of Zenda) ist eine US-amerikanische Filmkomödie aus dem Jahr 1979 von Richard Quine mit Peter Sellers in einer Dreifachrolle. Als literarische Vorlage diente der gleichnamige Roman (1894) von Anthony Hope.
Die Filmmusik lieferte Henry Mancini. Es war Quines letzter Film, bevor er 1989 verstarb.

## Handlung
Der König des Balkanstaates Ruritanien, Rudolf IV. stirbt achtzigjährig bei einem Ballonunglück. General Sapt und sein Neffe Fritz reisen nach London, wo der Kronprinz Rudolf V. das Leben eines Playboys führt. Der Halbbruder des verschiedenen Königs, Prinz Michael, hält sich indes für besser geeignet den Thron zu übernehmen, und schickt einen Attentäter nach London, um sich den ersten Platz in der Thronfolge zu sichern. Der Kutscher Sydney Frewin, ein unehelicher Halbbruder des neuen Königs Rudolf V., rettet diesen vor dem Attentäter. Frewin soll ab nun als Doppelgänger des echten Kronprinzen fungieren, da er ihm verblüffend ähnlich sieht.
Rudolf wird entführt und in die Festung Zenda gebracht. Frewin spielt die Rolle des Prinzen weiter und verliebt sich in die Prinzessin Flavia, Rudolfs Verlobte.
Nach etlichen Verwicklungen, Mordanschlägen und Intrigen, überleben Frewin und Rudolf V. alle Abenteuer und fassen folgenden Entschluss: Frewin wird König und heiratet Flavia und Rudolf führt sein aufregendes Londoner Partyleben weiter.

## Produktion
Die Außenaufnahmen des Filmes wurden in Österreich gedreht, u. a. auf der Burg Kreuzenstein, in der historischen Wiener Innenstadt und am Bahnhof Karnabrunn der Lokalbahn Korneuburg-Hohenau. Durch Matte Paintings des Spezialisten Albert Whitlock entstand der Eindruck eines im Gebirge gelegenen Kleinstaates.
Der im Film zu sehende Zug besteht aus adaptierten historischen Waggons der ehemaligen k.k. Staatsbahnen und der Kaiser Ferdinands-Nordbahn, sowie der Schlepptender-Lokomotive 17c 372 der ehemaligen Südbahngesellschaft von 1891.
Die Flugaufnahmen für die Ballonfahrt am Anfang des Filmes entstanden in der Gegend von Krems an der Donau und im niederösterreichischen Voralpenland, im Hintergrund sind mehrmals kurz Stift Göttweig und der Ötscher zu sehen. Weiters drehte man auf der Burg Kreuzenstein, in der Klosterneuburger St. Martins-Kirche und im bzw. vor dem Salzburger Dom. Schloss Anif und der Schlosspark von Laxenburg dienten ebenfalls als Drehorte. Das ehemalige kaiserliche Schloss Schönbrunn und sein Schlosspark diente als Drehort für die im ruritanischen Königspalast spielenden Szenen.
Der mit der Produktion unzufriedene Hauptdarsteller Peter Sellers hatte während der Dreharbeiten mit seiner sich verschlechternden Gesundheit zu kämpfen, ebenso führte er Auseinandersetzungen mit seinem Co-Star und damaligen Ehefrau Lynne Frederick sowie Regisseur Richard Quine. Nach einer Vorführung des fertigen Films beklagte sich Sellers, dass Produzent Mirisch den Film ohne sein Wissen durch zusätzliche Szenen in eine Art klamaukhaften „Rosaroter Panther-Film“ verwandelt hätte. Einer der 2nd-Unit-Regisseure war der deutsche Filmveteran Viktor Tourjansky.

## Kritik
„Remake des mehrfach verfilmten heiteren Abenteuerromans, das sich jedoch mangels komischer Pointen eher müde dahinschleppt.“

Die New York Times war in ihrer Kritik zwiegespalten: Der Film sei an sich nicht sehenswert, bis auf die Leistung Sellers’, die den Film rette.